# 荒川区立瑞光小学校
荒川区立瑞光小学校（あらかわくりつ ずいこうしょうがっこう）は、東京都荒川区南千住1丁目に位置する小学校。

## 概要
全校生徒数は560人。(2019年現在) 
平成27・28年度 東京都教育委員会人権尊重教育推進校・オリンピック,パラリンピック教育推進校・学校図書館学習情報センター化推進校である。

### 沿革
- 1887年（明治20年）12月15日　北豊島郡千住南組小字大門に「瑞光学校」開校
- 1921年（大正10年）01月10日　現在の位置に校舎を設立
- 1947年（昭和22年）04月01日　東京都荒川区立瑞光小学校となる
- 1972年（昭和47年）02月26日　現在の鉄筋4階建て校舎が完成
- 2007年（平成19年）11月17日　創立120周年記念式典・祝賀会

## 学校教育目標
人権尊重の精神を身に付け、心身の調和のとれた発達と伸長を図り、
国際社会に貢献できる人間性豊かな児童の育成を目指していく。
- 心豊かな子ども
- 学びを深める子ども
- 健康な子ども

## 学校行事
| - 4月 入学式 - 5月 健康診断 - 6月 天王祭 | - 7月 七夕集会 - 8月 夏休み - 9月 運動会 | - 10月 連合運動会 - 11月 学芸会 - 12月 伝統文化体験 | - 1月 書き初め展 - 2月 幼保小中交流会 - 3月 卒業式 |

## 校歌
上野麟慧智によって作曲・作詞された。歌詞は学校ホームページより確認できる。

## 通学区域
- 荒川区
  - 南千住1丁目14番から59番
  - 南千住6丁目 1番から37番
  - 荒川1丁目 31番
  - 荒川1丁目 1番から24番
  - 荒川8丁目

## 進学先中学校
- 荒川区立第一中学校
- 荒川区立第五中学校
- 荒川区立南千住第二中学校

## 学区内の主な施設
- 瑞光公園

## 交通
- JR常磐線南千住駅より徒歩12分
- 東京メトロ日比谷線三ノ輪駅より徒歩8分
- 東京メトロ日比谷線南千住駅より徒歩12分
- 都電荒川線三ノ輪橋駅より徒歩5分